# Dónal Lunny

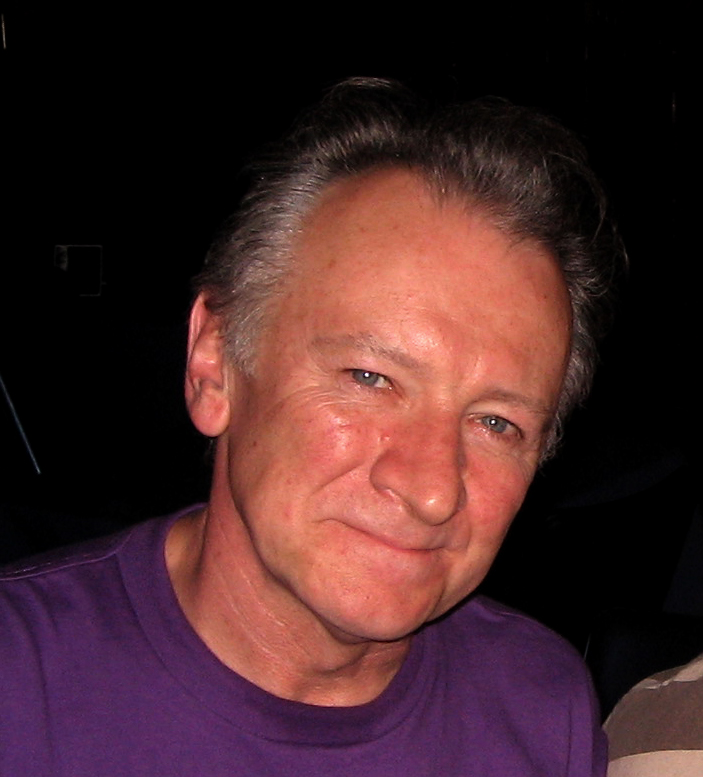
Dónal Lunny (2006)

Dónal Lunny (* 10. August 1947 in Tullamore) ist ein irischer Folkmusiker. Er zählt zu den populärsten Musikern des Irish Folk und gilt als der irische Musiker mit dem längsten Lebenslauf.

## Leben

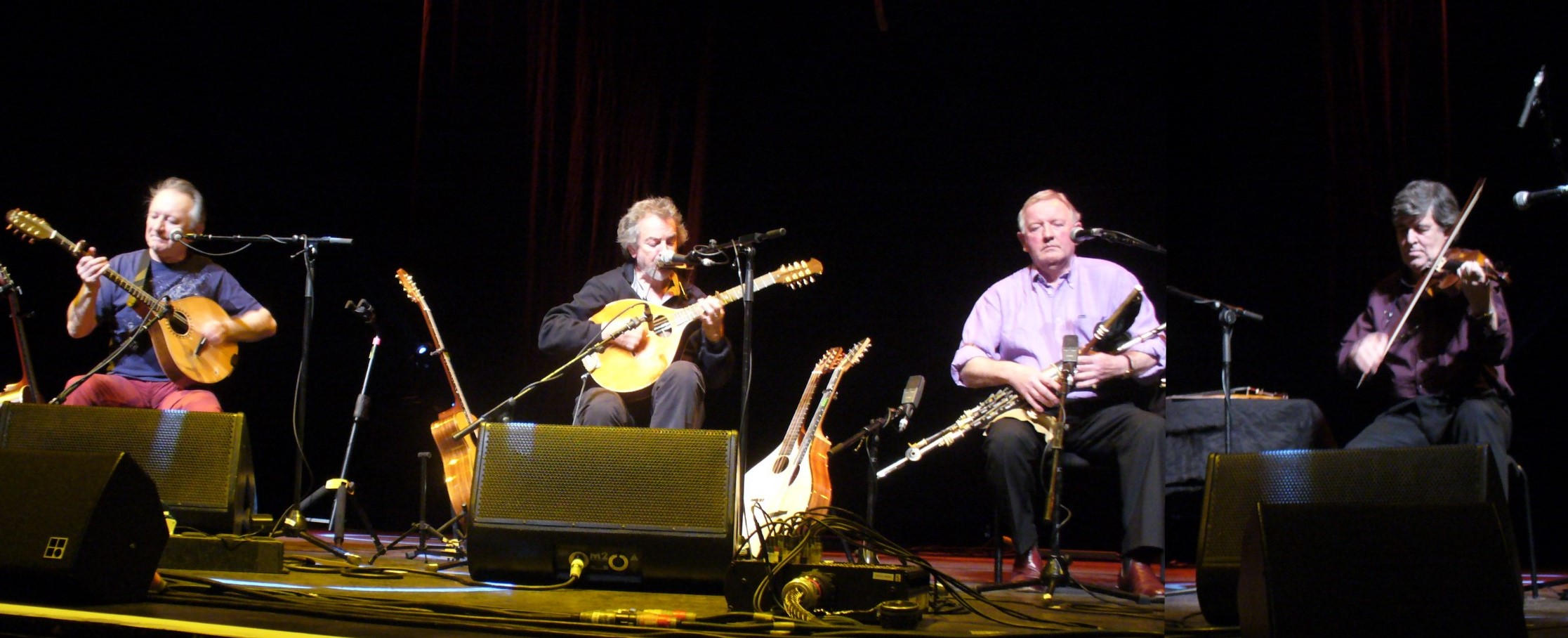
LAPD: Lunny (li.) mit Andy Irvine, Liam O’Flynn und Paddy Glackin (2012)

Lunnys Mutter stammte aus Ranafast in Donegal, sein Vater aus Enniskillen. Als Teenager lebte Lunny im irischen Newbridge, County Kildare. Er wurde Mitglied der Band Rakes of Kildare, der auch sein Schulfreund, der Sänger und Multiinstrumentalist Christy Moore angehörte. Später spielten sie zusammen in der Folkband The Emmet Spiceland. Die Single Mary from Dungloe wurde in Irland ein Nummer-eins-Hit, ihr Debütalbum The First erschien 1968. Nach der Auflösung der Band lernte Lunny Andy Irvine kennen, der ihn mit der Irischen Bouzouki vertraut machte, die fortan zu seinem Hauptinstrument wurde. 1971 wirkte Lunny auf Christy Moores zweitem Soloalbum Prosperous mit. Vier der Musiker dieses Albums bildeten im Januar 1972 die Folkband Planxty. Neben Lunny und Moore waren dies Andy Irvine und Liam O’Flynn. Diese Band war für die nächsten zehn Jahre stilprägend. 1974 verließ Lunny die Band. Zusammen mit weiteren Musikern wie dem Flötisten Matt Molloy und den Sängern Micheal und Triona Ní Dhomhnaill gründete er die Band Seachtar. 1975 wurde Lunny als Gitarrist und Bouzoukispieler Mitglied der Bothy Band. Auch diese Band prägte den Irish Folk. Neben Johnny Moynihan und Andy Irvine gilt Lunny als der Musiker, der die Bouzouki im Irish Folk populär gemacht hat.
1978 löste sich die Bothy Band auf, und Dónal Lunny wurde Begleitmusiker auf dem Album Davey and Morris von Shaun Davey. 1981 gründete er unter anderem mit Christy Moore und Davy Spillane (Uillean Pipes) die Band Moving Hearts, die neben Irish Folk auch Jazz- und Rockelemente aufnahm. Lunny spielte hier auch Synthesizer. Die Band löste sich 1985 auf, fand aber 2007 wieder zusammen.

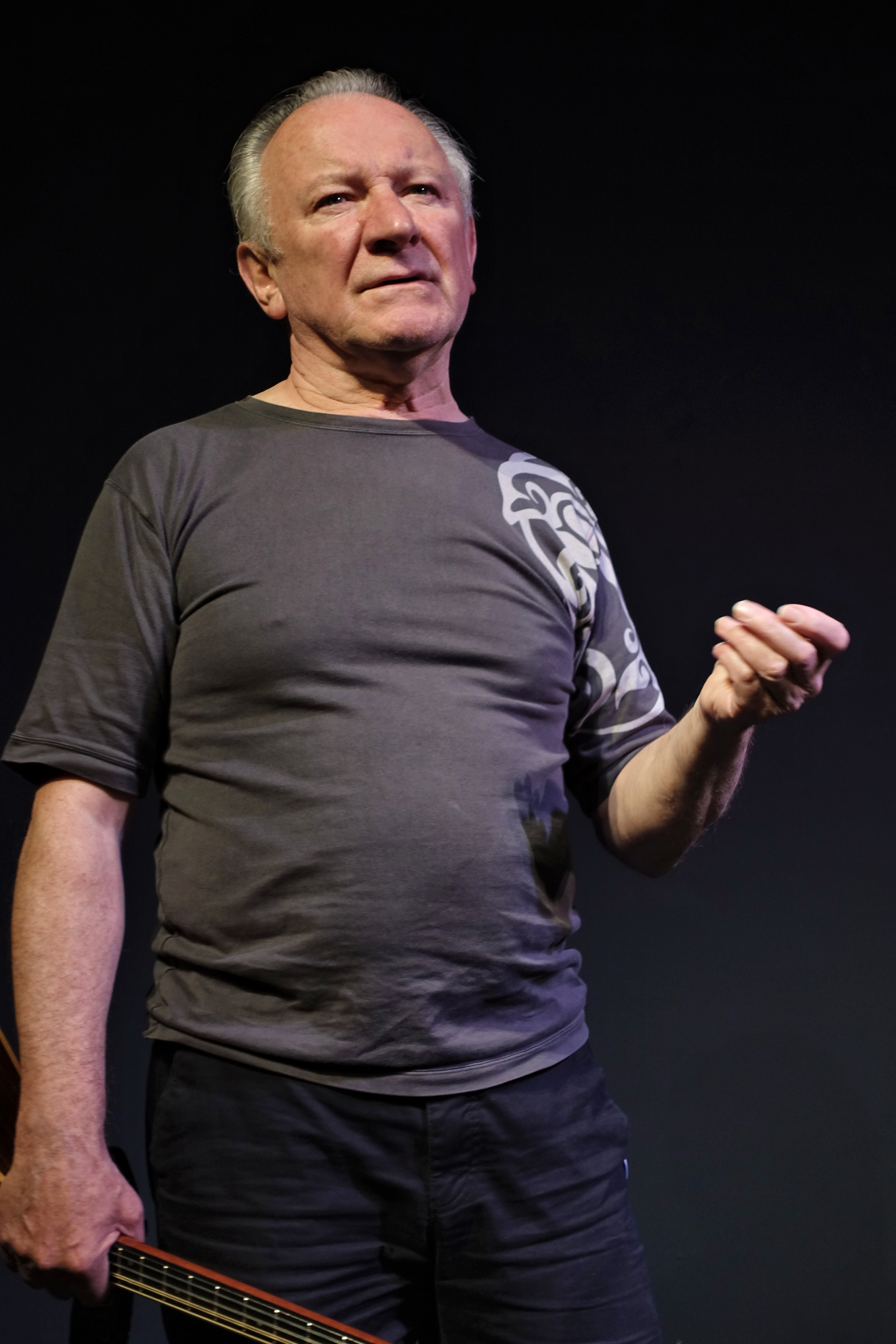
Dónal Lunny beim Craiceann Bodhrán Festival 2016, Inis Oirr

Nach dem Ende der Moving Hearts lernte Lunny Mandoline und setzte seine Karriere als Musikproduzent und Begleitmusiker fort. So produzierte er Alben von Kate Bush, Paul Brady, Elvis Costello, Rod Stewart, Sinéad O’Connor und Clannad.
Gelegentlich ist Lunny auch als Komponist für Filmmusik tätig, so auch 1986 bei Tomaten für die Freiheit.
Dónal Lunny wirkte an zahlreichen Projekten mit. Dazu gehört das Soloalbum Donal Lunny, das 1987 erschien und Instrumentaltitel zahlreicher Interpreten enthält, die er komponiert und arrangiert hatte. 1997 gründete er die Band Wheels of the World, mit der er in Australien auf Tournee ging. 1998 erschien das Album Coolfin, das ähnlich wie Donal Lunny aufgebaut war. 1999 erschien ein Album mit Maighread und Triona Ní Dhomhnaill. Ab 2004 leitete Lunny mit Andy Irvine das multikulturelle Projekt Mozaik, zu dem Nikola Parov, Bruce Molsky und Rens van der Zalm gehören, mit dem er mehrfach auf Tournee war  und bis 2019 vier Alben veröffentlichte. 2004/95 gab er auch wieder mit Planxty Konzerte. 2012 und 2013 trat er als Mitglied der Band LAPD auf, deren Name für die Anfangsbuchstaben der Bandmitglieder Liam O’Flynn, Andy Irvine, Paddy Glackin und Dónal Lunny steht.
Dónal Lunny ist mit der japanischen Musikerin Hideko Itami verheiratet. Itami ist Gründungsmitglied der 1993 entstandenen Band Soul Flower Union und deren Ablegers Soul Flower Mononoke Summit. Sie leben auf der japanischen Insel Okinawa, Lunny ist aber auch in Irland aktiv. Dónal Lunny hat vier Kinder, neben der Geigerin Cora Venus Lunny ein Kind mit Itami und eines mit Sinead O’Connor. Er ist gelernter Silberschmied. Sein Bruder Mánus Lunny (* 1962) ist Mitglied der schottisch-irischen Folkband Capercaillie.

## Diskografie

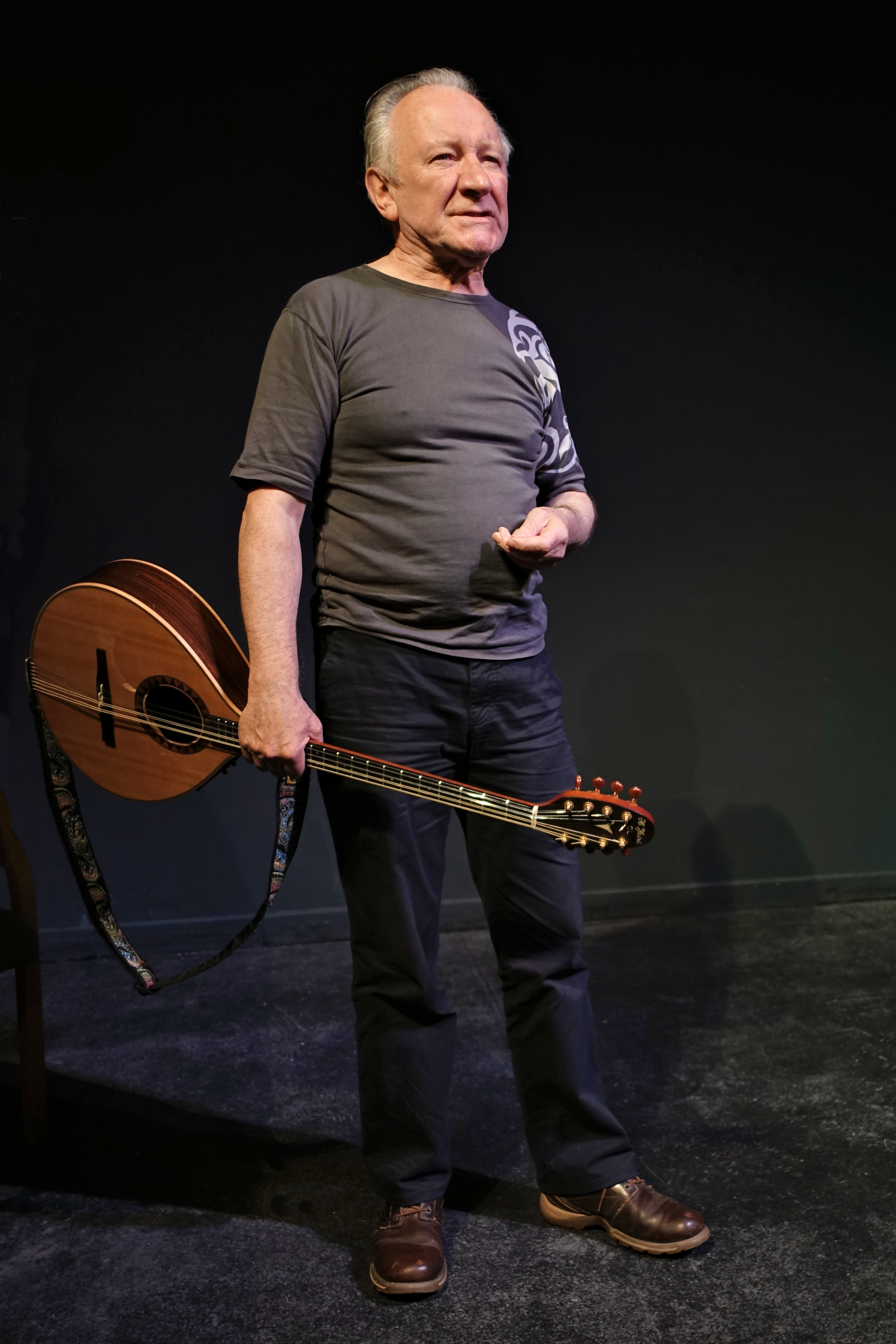
Dónal Lunny beim Craiceann Bodhrán Festival 2016, Inis Oirr

### Soloalben
- 1987: Donal Lunny (Gael-Linn)
- 1996: Common Ground
- 1998: Coolfin

### Alben mit The Emmet Spiceland
- 1968: The First

### Alben mit Maighread und Triona Ní Dhomhnaill
- 1999: Idir an Dá Sholas

### Alben mit Mozaik
- 2004: Live from the Powerhouse
- 2007: Changing Trains

### Weitere Alben
Für weitere Alben siehe Christy Moore, Planxty, Bothy Band und Moving Hearts.